# Mount Peechee
Mount Peechee är ett berg i Kanada.   Det ligger i provinsen Alberta, i den centrala delen av landet, 3 000 km väster om huvudstaden Ottawa. Toppen på Mount Peechee är 2 935 meter över havet, eller 243 meter över den omgivande terrängen. Bredden vid basen är 1,4 km.
Terrängen runt Mount Peechee är bergig åt nordväst, men åt sydost är den kuperad.Närmaste större samhälle är Banff, 14,0 km väster om Mount Peechee. 
Trakten runt Mount Peechee består i huvudsak av gräsmarker. Trakten runt Mount Peechee är nära nog obefolkad, med mindre än två invånare per kvadratkilometer.